# Argathona hirsuta
Argathona hirsuta is een pissebed uit de familie Corallanidae. De wetenschappelijke naam van de soort is voor het eerst geldig gepubliceerd in 1993 door Hobbins & Jones.